# Maurice Malpas
Maurice Daniel Robert Malpas (født 3. august 1962 i Dunfermline, Skotland) er en tidligere skotsk fodboldspiller, der spillede hele sin aktive karriere, fra 1981 til 2000, som venstre back hos Dundee United i hjemlandet. Han var i 1983 med til at gøre klubben til skotsk mester.
Malpas blev desuden noteret for 55 kampe for Skotlands landshold. Han deltog ved VM i 1986, VM i 1990 og EM i 1992.
Efter sit karrirestop blev Malpas træner, og har siden da stået i spidsen for Motherwell, Skotlands U-21-landshold samt engelske Swindon

## Titler
Skotsk Premier League
- 1983 med Dundee United

Skotsk FA Cup
- 1994 med Dundee United